# Мориока
Мориока е град в Япония. Населението му е 294 047 жители (по приблизителна оценка от октомври 2018 г.). Намира се в часова зона UTC+9. Площта му е 489,15 km². Става административен център на префектура Ивате на 1 април 1889 г.